# William Temple
Sir William Temple, I Baronet (Londres, 25 de abril de 1628 - Moor Park, Farnham, Surrey, 27 de enero de 1699) fue un político y ensayista inglés.

## Biografía
Hijo de sir John Temple, estudió en la Universidad de Cambridge; en 1655 se casó con Dorothy Osborne, hija del gobernador de Guernesey; la correspondencia entre marido y mujer, que se ha conservado, revelará al futuro detalles pintorescos sobre la sociedad de la Restauración. Tras casarse marchó a Irlanda, de cuyo parlamento fue miembro entre 1661 y 1663; regresó después a Inglaterra y emprendió la carrera diplomática; en 1666 le fue dado el título de baronet y marchó a Bruselas para negociar con éxito la formación de la segunda Triple Alianza (1668), en la que Inglaterra, los Países Bajos y Suecia se unieron contra Francia; ese mismo año fue nombrado embajador en La Haya. En 1677 ayudó a forjar el matrimonio entre el príncipe Guillermo de Nassau, más tarde Guillermo III, rey de Inglaterra, del que fue más tarde consejero, y la princesa María de Inglaterra, más tarde la reina María II Estuardo. Fue protector de Jonathan Swift, que era secretario suyo, y, disconforme con la deriva que iban tomando los asuntos políticos, se retiró a sus tierras en su vejez para escribir, entre algunos opúsculos políticos, también unos célebres ensayos Sobre lo antiguo y lo moderno. Swift se ocupó de editar a su muerte las Obras de sir William Temple entre 1720 y 1731. 

## Obra
Sus principales títulos son el Ensayo sobre el Estado actual... de Irlanda (1668), y los tres volúmenes de sus Escritos misceláneos (1680, 1692 y 1701), el segundo de los cuales contiene su ensayo más célebre, Del saber antiguo y moderno, que motivó una violenta polémica con el filólogo Richard Bentley.  Otras obras suyas son Observations upon the United Provinces y Essay on the Original and Nature of Government. 
En 1685 escribe “Upon the gardens of Epicurus”.